# Hugo Cuatrín
Hugo Cuatrín, vollständiger Name Hugo Daniel Cuatrín, (* 16. November 1988 in Hurlingham) ist ein argentinischer ehemaliger Fußballspieler.

## Karriere
Der 1,80 Meter große Offensivakteur gehörte in den Spielzeiten 2007/08 und 2008/09 dem Kader des argentinischen Vereins Club Atlético Colegiales an. 2009 stand er in Chile bei Unión San Felipe und 2010 erneut bei Colegiales unter Vertrag. In der Saison 2010/11 spielte er ab 2011 für Defensores Unidos in der Primera C. Anfang Juli 2012 wechselte er zu CA Excursionistas. Im Juli 2014 schloss er sich dem uruguayischen Erstligisten Juventud an. In der Spielzeit 2014/15 wurde er zwölfmal (zwei Tore) in der Primera División eingesetzt.
2016 fand er in der Dominikanischen Republik mit dem Universidad O&M FC den Verein, bei dem er bis zu seinem Karriereende 2024 blieb.